# Хоули, Джон Ф.
Джон Ф. Хоули (англ. John F. Hawley; 23 августа 1958 — 12 декабря 2021) — американский астрофизик и профессор астрономии Виргинского Университета. В 2013 году разделил премию Шао в области астрономии со Стивеном Балбусом.

## Детство и юность
Джон Хоули родился в 1958 году в Аннаполисе, штат Мэриленд. Он младший брат бывшего астронавта Стивена А. Хоули, окончил Центральную среднюю школу в Салине, штат Канзас.
Хоули был выпускником Хаверфордского колледжа. Получил докторскую степень по астрономии в Иллинойсском университете в Урбане-Шампейне в 1984 году.

## Профессиональная карьера
Хоули был научным сотрудником премии Бантрелла в области теоретической астрофизики в Калифорнийском технологическом институте с 1984 по 1987 год. Затем он поступил на факультет Университета Вирджинии в 1987 году в качестве доцента. Он получил звание профессора в 1999 году и был заведующим кафедрой астрономии с 2006 по 2012 год. С 2015 года Хоули был заместителем декана по естественным наукам Колледжа свободных искусств и наук. Его исследовательские интересы включали вычислительную астрофизику и аккреционные диски.

## Признание
Хоули был лауреатом премии Хелены Уорнер в области астрономии Американского астрономического общества 1993 года. В 2013 году он и его бывший коллега Стивен Балбус разделили премию Шао в области астрономии за работу по магниторотационной неустойчивости (МРН). Эта премия, считающаяся одной из высших наград в области астрономии, включала денежное вознаграждение в размере 1 миллиона долларов США. Согласно отборочному комитету Шао, «открытие и объяснение магниторотационной неустойчивости (МРН)» решило ранее «неуловимую» проблему аккреции, широко распространённого явления в астрофизике, и «обеспечило то, что по сей день остаётся единственным жизнеспособным механизмом переноса наружу углового момента в аккреционных дисках». Церемония вручения премии Шоу состоялась 23 сентября в Гонконге.
Когда Хоули узнал о премии Шоу по электронной почте, он подумал, что это мошенничество. «Я начал искать нигерийский обратный адрес и запрос номера моего банковского счета», — пошутил он позже. Он также вспомнил, как смотрел ночные фильмы о кунг-фу, снятые Ран Ран Шоу, основателем премии, и пошутил, что теперь ему придётся купить хороший смокинг, а не носить «обычную одежду астронома — синие джинсы и кроссовки». Что касается призовых, он прокомментировал: «Мы просто самоотверженные учёные, которые живут ради открытий, но также приятно получить немного денег».